# Gāv Cheshmeh
Gāv Cheshmeh (persiska: گاو چشمه) är en ort i Iran.   Den ligger i provinsen Khorasan, i den östra delen av landet, 900 km öster om huvudstaden Teheran. Gāv Cheshmeh ligger 764 meter över havet och antalet invånare är 127.
Terrängen runt Gāv Cheshmeh är platt, och sluttar brant österut. Runt Gāv Cheshmeh är det ganska glesbefolkat, med 27 invånare per kvadratkilometer. Närmaste större samhälle är Şāḩebdād, 12,9 km norr om Gāv Cheshmeh. Omgivningarna runt Gāv Cheshmeh är i huvudsak ett öppet busklandskap.